# Museum Münstertal
Das im Rathaus der Gemeinde Münstertal gelegene Museum Münstertal befasst sich mit der Bergbau-, Forst- und Siedlungsgeschichte des Münstertals.

## Geschichte

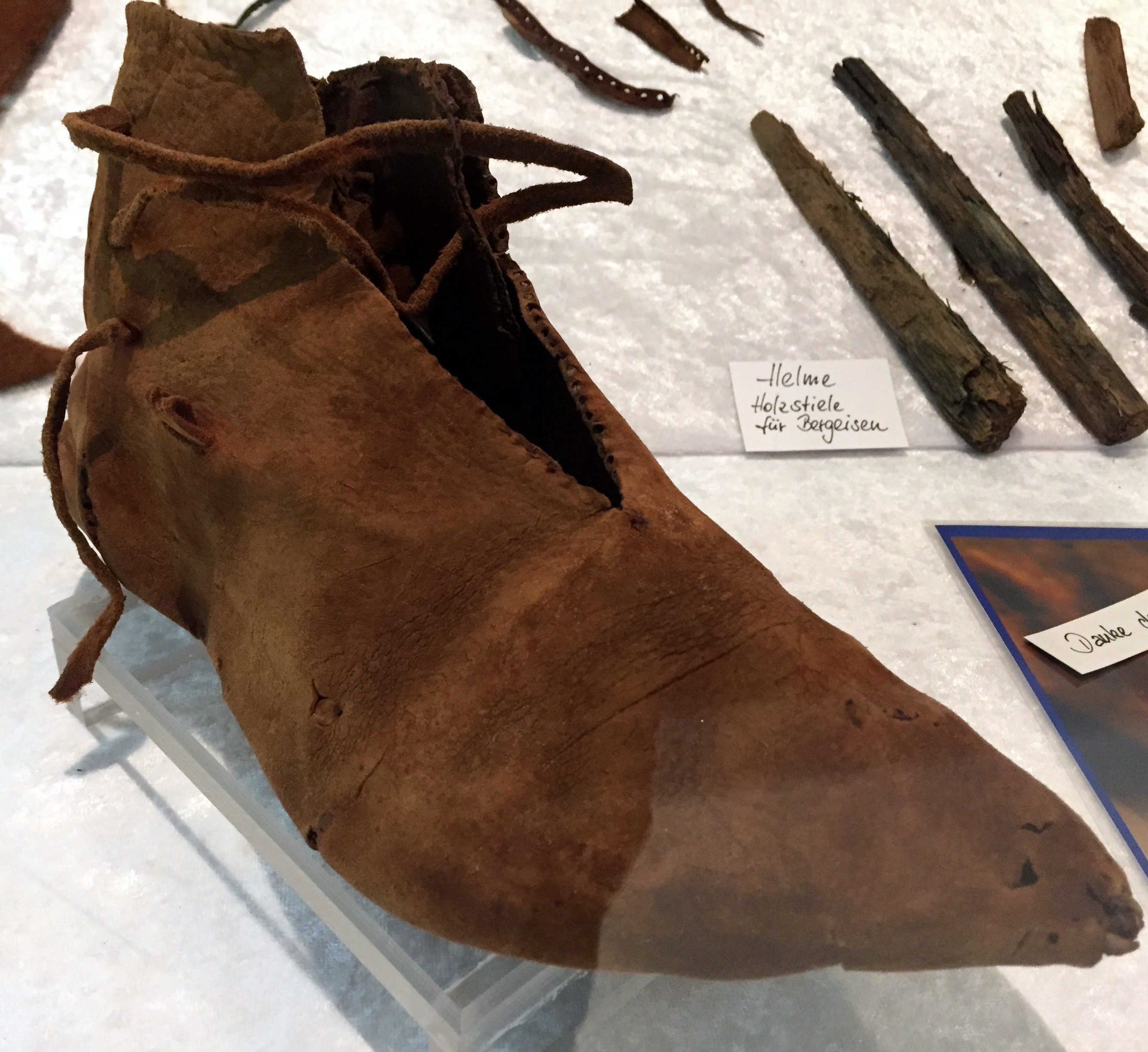
Mittelalterlicher Bergmannsschuh, Bergwerk Teufelsgrund

Das 1980 gegründete Waldmuseum wurde im Frühjahr 2015 unter dem neuen Namen „Museum Münstertal – Museum für Bergbau-, Forst-, Siedlungs- und Heimatgeschichte des Münstertals“ im Rathaus Münstertal mit einem durch die Heimatinitiative Münstertal e.V., der Bürgerschaft und der Gemeinde umfassend zusammengestellten Bestand neu eröffnet. Es behandelt schwerpunktmäßig die Felder Forstgeschichte, Bergbaugeschichte, Volkskunde sowie die Heimat- und Siedlungsgeschichte des Münstertals.

## Thematik
Das Museum informiert mittels themenbezogener, dauerhafter Ausstellung über heimische Tierarten, zeigt Gerätschaften der Wald- und Forstarbeit und dokumentiert die traditionelle Holzverarbeitung und Holzverwendung. Die historischen Waldgewerbe wie beispielsweise die Glasbläserei im Münstertal werden dargestellt. Auch die Jahrtausende alte Bergbaugeschichte wird anhand zahlreicher Exponate zur Bergbautradition erläutert. Ein besonderes Exponat ist der im Volksmund benannte „Schuh vom Teufelsgrund“, einem auf das späte 14. Jahrhundert datierten, unter die ältesten Bergmannsschuhe Deutschlands zählenden Schuh. Die Siedlungsgeschichte des Münstertals und Funde aus der untergegangenen Bergbaustadt Münster im Münstertal werden gezeigt. Ein besonderes Exponat stellt auch der sogenannte „Trudpertsschlüssel“ dar, ein Tür- oder Truhenschlüssel aus der Merowingerzeit.

## Sonderausstellungen
Alternierend werden Sonderausstellungen beispielsweise zu Natur, Kunst, den Gewerben und Traditionen des Münstertals angeboten.

## Museumspädagogik
Die Museumspädagogik des Museum Münstertal basiert auf der Vermittlung umwelt- und forstgeschichtlichen Wissens für alle Alters- und Besuchergruppen. Dabei finden auch interaktive Elemente wie etwa ein erzählendes Grubentelefon, Soundmodule, 3D-Filme, eine Museums-App und ein interaktiver Waldlehrpfad Verwendung.

## Betreiber
Das Museum wird ehrenamtlich durch die Heimatinitiative Münstertal e.V. [HiM] aufgebaut und betreut. Der eingetragene und anerkannt gemeinnützige Verein HiM bezweckt die Erforschung der Geschichte der Gemeinde Münstertal im Schwarzwald sowie den Erhalt und die Vermittlung regional- und heimatgeschichtlichen Wissens mit Schwerpunkt auf historischer Bergbau- und Forstgeschichte. Er hat sich zudem zum Ziel gesetzt, Kleinst-, Natur- und Bodendenkmäler des Münstertals als lokales Kulturgut zu pflegen, zu schützen und zu erhalten.